# Magdalena Gryka
Magdalena Gryka (ur. 28 marca 1994 roku w Białymstoku) – niemiecka i polska siatkarka, grająca na pozycji rozgrywającej, młodzieżowa reprezentantka kraju.

## Sukcesy klubowe
Mistrzostwo Niemiec:
- 2011, 2012, 2013

Mistrzostwo Polski:
- 2014
- 2016